# Fremdbelüftung
Durch Fremdbelüftung wird ein Elektromotor von einem externen Gerät gekühlt. Diese Geräte werden auch als Fremdlüfter oder Fremdbelüftungsaggregat bezeichnet.
Elektromotoren einfacher Bauart kühlen sich durch passiven Wärmeaustausch mit der Umgebungsluft an ihrer Oberfläche. Hierzu ist das Motorgehäuse meist mit Kühlrippen versehen, die die Oberfläche vergrößern und damit den Wärmeaustausch verbessern.
Hoch belastete Motoren führen sich zusätzlich Kühlluft über ein Radiallüfterrad zu. Dieses ist auf dem Wellenstumpf gegenüber der Kraft abgebenden Seite montiert. Es dreht sich entsprechend der Motordrehzahl. Der Luftstrom wird durch eine Lüfterhaube über das Motorengehäuse geleitet.
In modernen Antrieben werden Elektromotoren häufig über Frequenzumrichter drehzahlvariabel angesteuert, d. h. die Motoren müssen auch bei sehr geringen Drehzahlen hohe Leistungen abgeben. Die Eigenkühlung über das synchron laufende eigene Lüfterrad ist bei solch geringen Drehzahlen nicht mehr ausreichend. Der Motor würde überlastet werden und müsste in der Folge leistungsstärker, damit teurer und größer ausgelegt werden.
Abhilfe für diese Problematik schafft eine Fremdbelüftung. Sie besteht aus einer Lüfterhaube mit einem vom zu kühlenden Motor völlig unabhängigen Lüfter mit eigenem Antrieb. Dieser benötigt eine eigene Spannungsversorgung, liefert damit aber einen permanenten Luftstrom, um den Motor unter allen Betriebsbedingungen ausreichend zu kühlen. Je nach Bauart kommen in Fremdbelüftungen Axialventilatoren oder Radialventilatoren zum Einsatz.